# Бедан Андрій Никифорович
Андрій Никифорович Бедан (27 листопада 1920, Білозір'я — 30 червня 1996) — радянський розвідник, повний кавалер ордена Слави.

## Біографія
Народився 27 листопада 1920 року в селі Білозір'ї (тепер Черкаського району Черкаської області) в селянській родині. Українець. Закінчив сім класів школи, потім курси трактористів-комбайнерів. Працював механізатором Смілянської машинно-тракторної станції.
У січні 1944 року призваний в Червону армію і був направлений воювати на 2-й Український фронт. Будучи розвідником 333-ї окремої розвідувальної роти 254-ї стрілецької дивізії, брав участь у Кіровоградській, Корсунь-Шевченківській та Умансько-Ботошанській операціях.
12 березня 1944 року червоноармієць Бедан при форсуванні річки Південного Бугу біля села Шумилова Бершадського району Вінницької області одним з перших закріпився на правому березі річки і успішно відбивав контратаки противника. Переслідуючи ворога, першим увірвався в село Маньківку того ж району і гранатою придушив вогневу точку противника. Особисто убив десять гітлерівців. Наказом командира 254-ї стрілецької дивізії від 12 квітня 1944 року за мужність, виявлену в боях з ворогом, червоноармієць Бедан нагороджений орденом Слави 3-го ступеня.
Знову відзначився в боях під містом Яссами у Румунії. 4 травня 1944 року група розвідників прикривала фланг 929-го стрілецького полку. При відбитті атаки А. Н. Бедан знищив вісьмох румунських солдатів. Крім того під вогнем противника доставив набої для свого відділення і станкового кулемета, що сприяло утриманню позицій. Пізніше у складі групи захоплення проник в розташування противника і взяв «язика». При виході розвідників прикривав їх відхід. Коли противник відкрив вогонь з станкового кулемета по групі прикриття, Бедан гранатами знищив його разом з розрахунком. Наказом по 52-й армії від 25 серпня 1944 року червоноармієць Бедан нагороджений орденом Слави 2-го ступеня.
У серпні 1944 року під час проведення Яссько-Кишинівської операції А. Н. Бедан був важко поранений. Після лікування в госпіталі спрямований розвідником в 30-у окрему розвідувальну роту 51-ї стрілецької дивізії. Брав участь у боях з ліквідації східнопруського і земландского угруповань противника.
У ніч на 23 лютого 1945 року червоноармієць Бедан у складі передового загону одним з перших увірвався в населений пункт Тольксдорф (Німеччина, нині на території Ольштинського повіту Польщі) і знищив засілих в будинку гітлерівців. Ведучи бій, вивів з ладу близько десяти автоматників і фаустників. Указом Президії Верховної Ради СРСР від 19 квітня 1945 року за мужність, відвагу і героїзм, проявлені в боротьбі з німецько-фашистськими загарбниками, червоноармієць Бедан Андрій Никифорович нагороджений орденом Слави 1-го ступеня.
У 1945 році старшина Бедан демобілізований. Жив у селі Білозір'ї. У 1968 році закінчив 10 класів, працював лісником у місцевому лісництві. Член КПРС з 1972 року. Помер 30 червня 1996 року.

## Нагороди
Нагороджений орденами Вітчизняної війни 1-го ступеня (6 квітня 1985), Червоної Зірки (27 березня 1945), Слави 1-го (12 квітня 1944), 2-го (25 серпня 1944) і 3-го (19 квітня 1945) ступеня , медалями, в тому числі «За відвагу».